# Corporación de Correos de Filipinas
La Corporación de Correos de Filipinas (Korporasyong Pangkoreo ng Pilipinas en filipino; Philippine Postal Corporation en inglés), popularmente conocida en breve como PHLPost (deletreado PhilPost antes del año 2012) o Correos de Filipinas, es la empresa estatal encargada de prestar los servicios postales en Filipinas. 
PHLPost rastrea su historia a la fundación de los primeros servicios de correos en Filipinas durante la colonización española del país, aunque la actual empresa fue fundado en el año 1992 por acta del Congreso de Filipinas. La empresa provee los servicios de correos básicos desde más de 1.200 oficinas de correos por todo el país, con su sede central a la histórica Oficina Central de Correos de Manila al lado del río Pásig. PHLPost funciona con plantilla de casi 6.800 empleados a partir del año 2021, encabezado por un cartero general y bajo la última supervisión de una dirección general.
La empresa funciona como una corporación propiedad del gobierno de Filipinas bajo la oficina del presidente de Filipinas.